# (GI)
(GI) - первый и единственный альбом американской панк-рок группы The Germs изданный в 1979 году на Slash и в 1982 году в Италии. Также альбом считается одним из первых альбомов в стиле хардкор-панк.

## Список композиций
Слова и музыка всех песен — Дарби Крэш and Пэт Смир.
| №   | Название                | Длительность |
| --- | ----------------------- | ------------ |
| 1.  | «What We Do Is Secret»  | 0:43         |
| 2.  | «Communist Eyes»        | 2:15         |
| 3.  | «Land of Treason»       | 2:09         |
| 4.  | «Richie Dagger's Crime» | 1:56         |
| 5.  | «Strange Notes»         | 1:52         |
| 6.  | «American Leather»      | 1:11         |
| 7.  | «Lexicon Devil»         | 1:44         |
| 8.  | «Manimal»               | 2:11         |
| 9.  | «Our Way»               | 1:56         |
| 10. | «We Must Bleed»         | 3:05         |

| №   | Название                                                                | Длительность |
| --- | ----------------------------------------------------------------------- | ------------ |
| 11. | «Media Blitz»                                                           | 1:29         |
| 12. | «The Other Newest One»                                                  | 2:44         |
| 13. | «Let's Pretend»                                                         | 2:34         |
| 14. | «Dragon Lady»                                                           | 1:39         |
| 15. | «The Slave»                                                             | 1:01         |
| 16. | «Shut Down (Annihilation Man)» (live)                                   | 9:40         |
| 17. | «Caught in My Eye» ((издавалась только в 2012 году на CD и на кассете)) | 3:25         |

## Участники записи
- Дарби Крэш – вокал
- Пэт Смир – гитара, бэк-вокал
- Лорна Дум – бас, бэк-вокал
- Дон Боллс – ударные, бэк-вокал